# بابی فلاول (بازیکن فوتبال اهل انگلستان)
بابی فلاول (انگلیسی: Bobby Flavell; ۷ مارس ۱۹۵۶ – ۱۱ دسامبر ۱۹۹۵) بازیکن فوتبال اهل بریتانیا بود.
از باشگاه‌هایی که در آن بازی کرده‌است می‌توان به باشگاه فوتبال بارنزلی، باشگاه فوتبال هیبرنین، باشگاه فوتبال چسترفیلد، باشگاه فوتبال داندی یونایتد، باشگاه فوتبال مادرول، و باشگاه فوتبال برنلی اشاره کرد.